# پارتیزانسکه
پارتیزانسکه (به مجاری: Simony) یک شهرک در اسلواکی با جمعیت ۲۴٬۳۴۰ نفر است که در Partizánske District واقع شده‌است.